# Grzmiąca (Łódź)
Pour les articles homonymes, voir Grzmiąca.
Grzmiąca (prononciation [ˈɡʐmjɔnt͡sa]) est un village de la gmina de Brzeziny, du powiat de Brzeziny, dans la voïvodie de Łódź, situé dans le centre de la Pologne.
Il se situe à environ 6 kilomètres au sud-ouest de Brzeziny (siège de la gmina et du powiat) et 16 kilomètres à l'est de Łódź (capitale de la voïvodie).
5 kilometres (3 mi) north-west of Brzeziny and 18 km (11 mi) east of the regional capital Łódź.
Sa population s'élevait à 329 habitants en 2011.

## Administration
De 1975 à 1998, le village était attaché administrativement à l'ancienne voïvodie de Skierniewice.

Depuis 1999, il fait partie de la nouvelle voïvodie de Łódź.